# 拉德博伊尔
拉德博伊尔（德語：Radebeul，發音：[ˈʁaːdəˌbɔʏl] ⓘ）是德国萨克森州迈森县的城市，面积26.14平方千米，2023年12月31日人口为33,804人。